# Varvara Vorončichina
Varvara Vorončichina (in russo Варвара Ворончихина?; Bajkal'sk, 2003 ...) è una sciatrice alpina russa paralimpica, vincitrice della medaglia d'oro alla Coppa del Mondo di sci alpino paralimpico del 2019 in Slovenia.

## Biografia
Nata senza parte della mano sinistra, Vorončichina ha iniziato a sciare all'età di quattro anni, orientandosi verso lo sci alpino all'età di sei anni nella città natale di Baykalsk, nella Federazione Russa, località vicino alla stazione sciistica alpina di Gora Sobolinaya.

## Carriera
Alla Coppa del Mondo di sci alpino paralimpico 2018 a Kranjska Gora, in 2 minuti 15.19 secondi Vorončichina ha vinto l'oro nello slalom gigante, con un vantaggio di 3,20 secondi davanti alla pluripremiata atleta francese Marie Bochet, arrivata seconda. Terza invece la slovacca Petra Smaržová, che ha completato il podio con il tempo di 2:27.27. Nella stagione 2020/21 della Coppa del Mondo, Vorončichina ha vinto la classifica assoluta femminile.
A Veysonnaz 2021, si è piazzata al 2º posto nella discesa libera

## Palmarès

### Coppa del Mondo
- 1 medaglia:
  - 1 oro (slalom gigante alla Coppa del Mondo 2019 a Kranjska Gora)

## Premi e riconoscimenti
- Titolo Maestro dello sport nella Federazione Russa (2020)